# Montagnella schweinitzii
Montagnella schweinitzii är en svampart som först beskrevs av Berk. & M.A. Curtis, och fick sitt nu gällande namn av Pier Andrea Saccardo 1883. Montagnella schweinitzii ingår i släktet Montagnella, klassen Dothideomycetes, divisionen sporsäcksvampar och riket svampar.   Inga underarter finns listade i Catalogue of Life.